# تفراوت (بني ونجل تافراوت)
تفراوت هي إحدى مشيخات المملكة المغربية، تتبع جغرافيا لإقليم تاونات وإداريًا لبني ونجل تافراوت. يقدر عدد سكانها بـ 3093 نسمة حسب الإحصاء الرسمي للسكان والسكنى لسنة 2004.